# آخرین مهلت
آخرین مهلت فیلمی به کارگردانی پرویز تأییدی و نویسندگی پرویز تأییدی، اکبر خواجویی محصول سال ۱۳۶۸ است.

## خلاصه داستان
با آغاز جنگ ایران و عراق گروهی از سربازان مهاجم قصد دارند با تضعیف روحیه اهالی یک روستا آن‌ها را وادار به مهاجرت کنند تا روستا را به تصرف درآورند. عراقی‌ها به کمک فئودالی به نام احمد صالح در تدارک نقشه خود هستند. اما دخترخوانده او، لیلا، با آگاه کردن مردم نقشه را برملا می‌سازد. اهالی با رخنه به انبار اسلحه احمد صالح به مقابله با عوامل او می‌پردازند و آن‌ها را به هلاکت می‌رسانند. اهالی در مقابل حمله نیروهای دشمن نیز اقدام به مقاومت می‌کنند.

## بازیگران
| - افسانه بایگان - رضا رویگری - توران قادری - عطاءالله زاهد - پرویز شکری - حسین صفاریان - محمد گیلانی - قدرت قربانی - ابوالفضل میرزایی - حسن عرب - کریم نشاط - محمد ایمانی | - غلام قنواتی - محمد جوهری - محمد آلبوفیش - علی زنبوری - سمیر شهرانی - رضا آلبوفیش - عبدالوهاب پورخامح - رحیم عباس‌زاده - منوچهر حامدی - ملیحه نصیری - محمد شیری - داوود موثقی | - کاظم افرندنیا - علی برجسته - عباس مختاری - پریدخت اقبالپور - منیژه وقالی - عذرا مردانیان |